# WWE Women's Intercontinental Championship

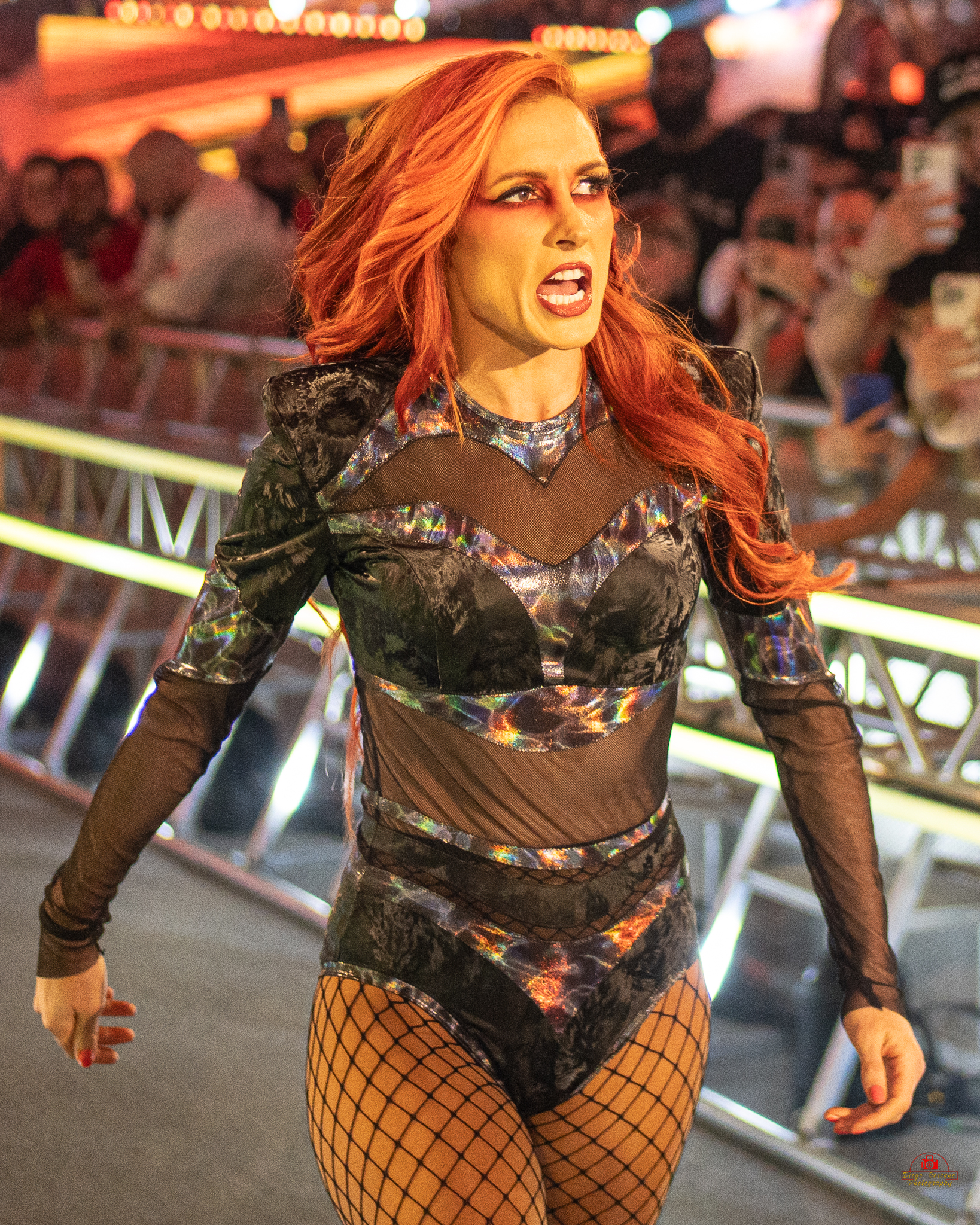
Becky Lynch, attuale detentrice del titolo

Il WWE Women's Intercontinental Championship è un titolo di wrestling di proprietà della WWE ed esclusivo del roster di Raw, ed è detenuto da Becky Lynch dal 7 giugno 2025.

## Storia
In seguito alla creazione dal WWE Women's United States Championship per il roster di SmackDown, il 25 novembre 2024, il general manager di Raw Adam Pearce, annunciò la nascita del WWE Women's Intercontinental Championship per lo show rosso.
La prima campionessa è stata incoronata al termine di un torneo iniziato nell'episodio di Raw del 2 dicembre. Prima dell'episodio, il dirigente della WWE Triple H ha rivelato che al torneo avrebbero preso parte dodici atlete del roster di Raw e che si sarebbero svolti quattro triple threat match nel il primo round e in seguito semifinali e finali a match singolo.

## Torneo per l'assegnazione
|  |                                                         |                                                         |                                                         |  |  |                                   |                                   |                                   |  |  |                              |                              |                              |
|  | Quarti di finale Raw (2 dicembre 2024-23 dicembre 2024) | Quarti di finale Raw (2 dicembre 2024-23 dicembre 2024) | Quarti di finale Raw (2 dicembre 2024-23 dicembre 2024) |  |  | Semifinali Raw (30 dicembre 2024) | Semifinali Raw (30 dicembre 2024) | Semifinali Raw (30 dicembre 2024) |  |  | Finale Raw (13 gennaio 2025) | Finale Raw (13 gennaio 2025) | Finale Raw (13 gennaio 2025) |
|  | Quarti di finale Raw (2 dicembre 2024-23 dicembre 2024) | Quarti di finale Raw (2 dicembre 2024-23 dicembre 2024) | Quarti di finale Raw (2 dicembre 2024-23 dicembre 2024) |  |  | Semifinali Raw (30 dicembre 2024) | Semifinali Raw (30 dicembre 2024) | Semifinali Raw (30 dicembre 2024) |  |  | Finale Raw (13 gennaio 2025) | Finale Raw (13 gennaio 2025) | Finale Raw (13 gennaio 2025) |
|  |                                                         |                                                         |                                                         |  |  |                                   |                                   |                                   |  |  |                              |                              |                              |
|  |                                                         |                                                         |                                                         |  |  |                                   |                                   |                                   |  |  |                              |                              |                              |
|  | Dakota Kai                                              | Dakota Kai                                              | Pin                                                     |  |  |                                   |                                   |                                   |  |  |                              |                              |                              |
|  | Dakota Kai                                              | Dakota Kai                                              | Pin                                                     |  |  |                                   |                                   |                                   |  |  |                              |                              |                              |
|  | Katana Chance                                           | Katana Chance                                           | 7:00                                                    |  |  |                                   |                                   |                                   |  |  |                              |                              |                              |
|  | Katana Chance                                           | Katana Chance                                           | 7:00                                                    |  |  |                                   |                                   |                                   |  |  |                              |                              |                              |
|  | Shayna Baszler                                          | Shayna Baszler                                          | —                                                       |  |  | Dakota Kai                        | Dakota Kai                        | Pin                               |  |  |                              |                              |                              |
|  | Shayna Baszler                                          | Shayna Baszler                                          | —                                                       |  |  | Dakota Kai                        | Dakota Kai                        | Pin                               |  |  |                              |                              |                              |
|  |                                                         |                                                         |                                                         |  |  | Zoey Stark                        | Zoey Stark                        | 8:15                              |  |  |                              |                              |                              |
|  |                                                         |                                                         |                                                         |  |  | Zoey Stark                        | Zoey Stark                        | 8:15                              |  |  |                              |                              |                              |
|  | Zoey Stark                                              | Zoey Stark                                              | Pin                                                     |  |  |                                   |                                   |                                   |  |  |                              |                              |                              |
|  | Zoey Stark                                              | Zoey Stark                                              | Pin                                                     |  |  |                                   |                                   |                                   |  |  |                              |                              |                              |
|  | Raquel Rodriguez                                        | Raquel Rodriguez                                        | —                                                       |  |  |                                   |                                   |                                   |  |  |                              |                              |                              |
|  | Raquel Rodriguez                                        | Raquel Rodriguez                                        | —                                                       |  |  |                                   |                                   |                                   |  |  |                              |                              |                              |
|  | Kayden Carter                                           | Kayden Carter                                           | 9:25                                                    |  |  | Dakota Kai                        | Dakota Kai                        | 8:31                              |  |  |                              |                              |                              |
|  | Kayden Carter                                           | Kayden Carter                                           | 9:25                                                    |  |  |                                   | Dakota Kai                        | 8:31                              |  |  |                              |                              |                              |
|  |                                                         |                                                         |                                                         |  |  | Lyra Valkyria                     | Lyra Valkyria                     | Pin                               |  |  |                              |                              |                              |
|  |                                                         |                                                         |                                                         |  |  | Lyra Valkyria                     | Lyra Valkyria                     | Pin                               |  |  |                              |                              |                              |
|  | Lyra Valkyria                                           | Lyra Valkyria                                           | Pin                                                     |  |  |                                   |                                   |                                   |  |  |                              |                              |                              |
|  | Lyra Valkyria                                           | Lyra Valkyria                                           | Pin                                                     |  |  |                                   |                                   |                                   |  |  |                              |                              |                              |
|  | Zelina Vega                                             | Zelina Vega                                             | —                                                       |  |  |                                   |                                   |                                   |  |  |                              |                              |                              |
|  | Zelina Vega                                             | Zelina Vega                                             | —                                                       |  |  |                                   |                                   |                                   |  |  |                              |                              |                              |
|  | Ivy Nile                                                | Ivy Nile                                                | 7:50                                                    |  |  | Lyra Valkyria                     | Lyra Valkyria                     | Pin                               |  |  |                              |                              |                              |
|  | Ivy Nile                                                | Ivy Nile                                                | 7:50                                                    |  |  | Lyra Valkyria                     | Lyra Valkyria                     | Pin                               |  |  |                              |                              |                              |
|  |                                                         |                                                         |                                                         |  |  | Iyo Sky                           | Iyo Sky                           | 11:45                             |  |  |                              |                              |                              |
|  |                                                         |                                                         |                                                         |  |  | Iyo Sky                           | Iyo Sky                           | 11:45                             |  |  |                              |                              |                              |
|  | Alba Fyre                                               | Alba Fyre                                               | —                                                       |  |  |                                   |                                   |                                   |  |  |                              |                              |                              |
|  | Alba Fyre                                               | Alba Fyre                                               | —                                                       |  |  |                                   |                                   |                                   |  |  |                              |                              |                              |
|  | Iyo Sky                                                 | Iyo Sky                                                 | Pin                                                     |  |  |                                   |                                   |                                   |  |  |                              |                              |                              |
|  | Iyo Sky                                                 | Iyo Sky                                                 | Pin                                                     |  |  |                                   |                                   |                                   |  |  |                              |                              |                              |
|  | Natalya                                                 | Natalya                                                 | 8:05                                                    |  |  |                                   |                                   |                                   |  |  |                              |                              |                              |
|  | Natalya                                                 | Natalya                                                 | 8:05                                                    |  |  |                                   |                                   |                                   |  |  |                              |                              |                              |

## Albo d'oro
Statistiche aggiornate al 14 luglio 2025. 
| # | Campione      | Regno | Data            | Giorni | Località              | Evento            | Note                                                                                                 | Fonti  |
| - | ------------- | ----- | --------------- | ------ | --------------------- | ----------------- | --- | ------ |
| 1 | Lyra Valkyria | 1     | 13 gennaio 2025 | 145    | San Jose, California  | Raw               | Lyra Valkyria ha vinto il torneo per l'assegnazione della cintura sconfiggendo in finale Dakota Kai. | [ 11 ] |
| 2 | Becky Lynch   | 1     | 7 giugno 2025   | 37     | Inglewood, California | Money in the Bank | | [ 12 ] |